# Zonotrichia
Genre
Le genre Zonotrichia comprend cinq espèces de bruants.

## Liste des espèces
D'après la classification de référence du Congrès ornithologique international (ordre phylogénique) :
- Zonotrichia capensis (Muller, 1776) — Bruant chingolo
- Zonotrichia querula (Nuttall, 1840) — Bruant à face noire
- Zonotrichia leucophrys (Forster, 1772) — Bruant à couronne blanche
- Zonotrichia albicollis (J. F. Gmelin, 1789) — Bruant à gorge blanche
- Zonotrichia atricapilla (J. F. Gmelin, 1789) — Bruant à couronne dorée

Quelquefois l'espèce Melospiza georgiana, le Bruant des marais est incluse dans ce genre sous le nom de Zonotrichia georgiana.